# Rue de la Charité (Lyon)
Pour les articles homonymes, voir Rue de la Charité.
La rue de la Charité est une rue du 2e arrondissement de Lyon qui relie la place Bellecour au cours de Verdun. Elle est située sur la Presqu'île de Lyon dans le quartier d'Ainay.

## Lieux notables
Les monuments historiques de l'Hôtel de Sarron ainsi que celui de l'Hôtel de la Croix-Laval sont situés rue de la Charité. Ce dernier fait partie du musée des Tissus et des Arts décoratifs. La poste ou l'hôtel des postes dont l'entrée se trouve sur la place Antonin-Poncet est labellisée « Patrimoine du XXe siècle ».
Au numéro 4 se trouvait l'hôpital de la Charité. En face, le café de la Cloche doit son nom soit au clocher de l'ancien hôpital, soit à la cloche installée sur le tour en bois de l'hôpital qui servait à récupérer les enfants abandonnés : le son de cette cloche avertissait les sœurs qu'un nouveau bébé venait d'arriver.
Aux numéros 12 et 14 a été construit l'immeuble du journal Le Nouvelliste de Lyon, par Joseph Maleval en 1893. Sur la façade on peut lire la devise du journal : « Dieu et Patrie ». Une statue de Jeanne d'Arc sculptée par Paul-Émile Millefaut dans un seul bloc de marbre de Carrare et mesurant 3,5 mètres de haut a été installée sur la façade en 1898.
Au numéro 17, l'Hôtel de Nervo présente un portail en fer forgé : c'est la maison natale de Hélène de Nervo, marquise de Montgeroult, pianiste et improvisatrice.
Au numéro 47, le bâtiment construit en 1912 par François Rostagnat pour l'association des propriétaires d'appareils à vapeur est plus tard devenu un commissariat de police.